# Ilhas Virgens Britânicas nos Jogos Olímpicos de Verão de 2004
As Ilhas Virgens Britânicas participaram dos Jogos Olímpicos de Verão de 2004, em Atenas, na Grécia. A nação estreou nos Jogos em 1984 e esta foi sua 6ª participação.

## Desempenho

### Atletismo
| Atleta      | Prova          | Elims. | Elims.    | Quartas     | Quartas     | Semifinal   | Semifinal   | Final       | Final       |
| Atleta      | Prova          | Res.   | Pos.      | Res.        | Pos.        | Res.        | Pos.        | Res.        | Pos.        |
| ----------- | -------------- | ------ | --------- | ----------- | ----------- | ----------- | ----------- | ----------- | ----------- |
| Dion Crabbe | 200m masculino | 20.85  | 6º/bat. 5 | Não avançou | Não avançou | Não avançou | Não avançou | Não avançou | Não avançou |